# El·lipsoide de referència

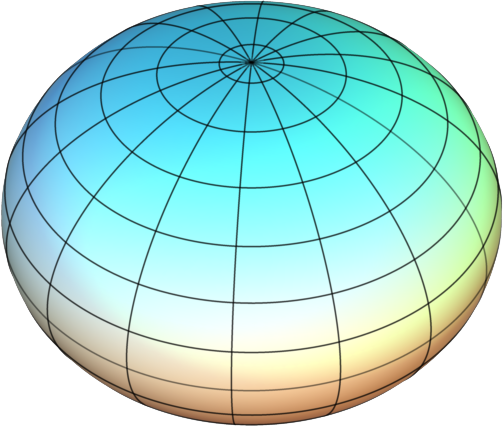
Esfera aplanada

Un el·lipsoide de referència és un el·lipsoide que s'utilitza com un marc de referència en càlculs geodèsics. Es tracta d'una forma de la Terra, amb la que és més fàcil treballar que amb el geoide. És relativament fàcil de descriure l'el·lipsoide de referència emprant fórmules matemàtiques. La descripció del geoide és molt més complexa, ja que comporta realitzar mesuraments molt precisos. En els primers models s'emprava l'esfera, utilitzada ja des de l'antiga Grècia.
Al segle xvii, hi havia dubtes sobre si la Terra era una esfera perfecta. El 1688, Isaac Newton va resoldre una controvèrsia amb Giovanni Domenico Cassini demostrant matemàticament que la rotació de la Terra generava un aplanament a la zona dels pols, i no a l'equador. A la pràctica això no va ser demostrat fins mig segle més tard, per part de Pierre Bouguer i Alexis Claude Clairaut. Ambdós van fer fer unes expedicions al Perú i a Lapònia (1735-1741), respectivament. Va ser la comparació d'ambdós resultats que va permetre demostrar aquest fet.
El mesurament de l'arc de meridià va portar el 1791 a la definició del metre com la deumilionèsima part de la distància idealitzada entre el pol i l'equador. A causa de diferents errors en el mesurament, que va resultar ser un 0.022% massa curt, es va redefinir en dues ocasions, el 1793, i el 1799. El valor de 1799 segueix sent la definició oficial, tot i que és un 0.197‰ massa curt. El 1983, el metre va ser redefinit com la distància que recorre la llum en el buit, en una certa quantitat de temps.
La Terra va ser considerada durant molt de temps com a esfèrica, primer per Parmènides (c. 515-450 aC) principalment per motius estètics i geomètrics, després per Plató (c. 428-348 aC.) per a qui la forma dels eclipsis lunars mostra que l'ombra projectada de la Terra és sempre circular. Aquesta idea d'una Terra esfèrica serà gradualment substituïda per la idea que la Terra té una forma el·lipsoïdal.

## Tipus
Hi ha dos tipus d'el·lipsoide: mitjà i referència.
Un conjunt de dades que descriu la mitjana global de la curvatura de la superfície de la Terra s'anomena el·lipsoide terrestre mitjà. Es refereix a una coherència teòrica entre la latitud geogràfica i la curvatura meridional del geoide. Aquest últim està a prop del nivell mitjà del mar i, per tant, un el·lipsoide terrestre ideal té el mateix volum que el geoide.
Tot i que l'el·lipsoide mitjà de la Terra és la base ideal de la geodèsia global, per a les xarxes regionals l'anomenat el·lipsoide de referència pot ser la millor opció. Quan les mesures geodèsiques s'han de calcular en una superfície de referència matemàtica, aquesta superfície hauria de tenir una curvatura similar a la del geoide regional; en cas contrari, la reducció de les mesures obtindrà petites distorsions.
Aquesta és la raó de la «llarga vida» dels antics el·lipsoides de referència com l'el·lipsoide de Hayford o l'el·lipsoide de Bessel, malgrat que els seus eixos principals es desvien en diversos centenars de metres dels valors moderns. Un altre motiu és judicial: les coordenades de milions de límits haurien de romandre fixes durant un llarg període. Si la seva superfície de referència canvia, les coordenades també canvien.
Tanmateix, per a les xarxes internacionals, el posicionament GPS o l'astronàutica, aquestes raons regionals són menys rellevants. Com que el coneixement de la figura de la Terra és cada cop més precís, la Unió Geocientífica Internacional IUGG sol adaptar els eixos de l'el·lipsoide de la Terra a les millors dades disponibles.

### El·lipsoide de referència
En geodèsia, un el·lipsoide de referència és una superfície definida matemàticament que s'aproxima al geoide, que és la figura més veritable i imperfecta de la Terra o un altre cos planetari, a diferència d'una esfera perfecta, llisa i inalterada, que té en compte les ondulacions de la gravetat dels cossos a causa de les variacions en la composició i la densitat de l'interior, així com el posterior aplanament provocat per la força centrífuga de la rotació d'aquests objectes massius (per als cossos planetaris que sí que giren). A causa de la seva relativa simplicitat, els el·lipsoides de referència s'utilitzen com a superfície preferida sobre la qual es realitzen càlculs de xarxes geodèsiques i es defineixen coordenades puntuals com ara la latitud, la longitud i l'elevació.
En el context de l'estandardització i les aplicacions geogràfiques, un el·lipsoide de referència geodèsic és el model matemàtic utilitzat com a base per les definicions de sistemes de referència espacial o dades geodèsiques.

## Paràmetres el·lipsoides
El 1687 Isaac Newton va publicar els Principia en què va incloure una prova que un cos fluid autogravitador giratori en equilibri pren la forma d'un el·lipsoide de revolució aplanat ("oblat"), generat per una el·lipse girada al voltant del seu diàmetre menor; una forma que va anomenar un esferoide oblat.
En geofísica, geodèsia i àrees relacionades, la paraula "el·lipsoide" s'entén com a "el·lipsoide oblat de la revolució", i el terme antic "esferoide oblat" gairebé no s'utilitza. Per als cossos que no es poden aproximar bé amb un el·lipsoide de revolució s'utilitza un el·lipsoide triaxial (o escalè).
La forma d'un el·lipsoide de revolució està determinada pels paràmetres de forma d'aquesta el·lipse. El semieix major de l'el·lipse, a, es converteix en el radi equatorial de l'el·lipsoide: el semieix menor de l'el·lipse, b, es converteix en la distància del centre a qualsevol dels pols. Aquestes dues longituds especifiquen completament la forma de l'el·lipsoide.
En les publicacions de geodèsia, però, és habitual especificar el semieix major (radi equatorial) a i l'aplatament f, definit com:
{\displaystyle f={\frac {a-b}{a}}.}
És a dir, f és la quantitat d'aplanament a cada pol, en relació amb el radi a l'equador. Això s'expressa sovint com una fracció 1/ m; m = 1/f essent aleshores el "aplanament invers". En geodèsia s'utilitzen molts altres paràmetres d'el·lipse, però tots poden estar relacionats amb un o dos del conjunt a, b i f.
En el passat s'han utilitzat molts el·lipsoides per modelar la Terra, amb diferents valors assumits d’a i b, així com diferents posicions assumides del centre i diferents orientacions dels eixos respecte a la Terra sòlida. A partir de finals del segle xx, les mesures millorades de les òrbites dels satèl·lits i les posicions de les estrelles han proporcionat determinacions extremadament precises del centre de masses de la Terra i del seu eix de revolució; i aquests paràmetres s'han adoptat també per a tots els el·lipsoides de referència moderns.
L'el·lipsoide WGS-84, molt utilitzat per a la cartografia i la navegació per satèl·lit té f propera a 1/300 (més precisament, 1/298,257223563, per definició), corresponent a una diferència dels semieixos major i menor d'aproximadament 21 km, més exactament, 21,3846857548205 km). En comparació, la Lluna de la Terra és encara menys el·líptica, amb un aplanament inferior a 1/825, mentre que Júpiter és visiblement oblat al voltant de 1/15 i una de les llunes triaxials de Saturn, Telesto, està molt aplanada, amb f entre 1/3 i 1/2 (és a dir que el diàmetre polar està entre el 50% i el 67% de l'equatorial.

## Determinació
La mesura de l'arc és el mètode històric per determinar l'el·lipsoide. Dues mesures d'arc de meridià permetran la derivació de dos paràmetres necessaris per especificar un el·lipsoide de referència. Per exemple, si les mesures es fessin hipotèticament exactament sobre el pla de l'equador i qualsevol dels pols geogràfics, els radis de curvatura així obtinguts estarien relacionats amb el radi equatorial i el radi polar, respectivament a i b (vegeu: Radi polar i equatorial de la Terra de curvatura). Aleshores, l'aplanament seguiria fàcilment de la seva definició:
{\displaystyle f=(a-b)/a}.
Per a dues mesures d'arc cadascuna a latituds mitjanes arbitràries {\displaystyle \varphi _{i}}, {\displaystyle i=1,\,2}, la solució parteix d'una aproximació inicial del radi equatorial {\displaystyle a_{0}} i per a l'aplanament {\displaystyle f_{0}}. El radi de curvatura meridional teòric de la Terra {\displaystyle M_{0}(\varphi _{i})} es pot calcular a la latitud de cada mesura d'arc com:
{\displaystyle M_{0}(\varphi _{i})={\frac {a}{\sqrt {1-e_{0}^{2}\sin ^{2}\varphi _{i}}}}}
on {\displaystyle e_{0}^{2}=2f_{0}-f_{0}^{2}}. Aleshores es poden formar discrepàncies entre els valors empírics i teòrics del radi de curvatura {\displaystyle \delta M_{i}=M_{i}-M_{0}(\varphi _{i})}. Finalment, correccions per al radi equatorial inicial {\displaystyle \delta a} i l'aplanament {\displaystyle \delta f} es pot resoldre mitjançant un sistema d'equacions lineals formulat mitjançant la linealització de {\displaystyle M}:
{\displaystyle \delta M_{i}\approx \delta a(\partial M/\partial a)+\delta f(\partial M/\partial f)}
on les derivades parcials són:
{\displaystyle \partial M/\partial a\approx 1}
{\displaystyle \partial M/\partial f\approx -2a_{0}(1-1.5\sin ^{2}\varphi _{i})}
Els arcs més llargs amb múltiples determinacions de latitud intermèdia poden determinar completament l'el·lipsoide que millor s'ajusta a la regió enquestada. A la pràctica, s'utilitzen múltiples mesures d'arc per determinar els paràmetres el·lipsoides pel mètode d’ajust de mínims quadrats. Els paràmetres determinats solen ser el semieix major, {\displaystyle a}, i qualsevol dels semieixos menors, {\displaystyle b}, aplanament o excentricitat.
Els efectes sistemàtics a escala regional observats en les mesures del radi de curvatura reflecteixen l'ondulació del geoide i la deflexió de la vertical, tal com s'explora en l'anivellament astrogeodèsic.
La gravimetria és una altra tècnica per determinar l'aplanament de la Terra, segons el teorema de Clairaut.
La geodèsia moderna ja no utilitza simples arcs de meridians o xarxes de triangulació terrestre, sinó els mètodes de geodèsia per satèl·lit, especialment la gravimetria per satèl·lit.

## Primeres idees que la Terra no és esfèrica, sinó el·lipsoidal

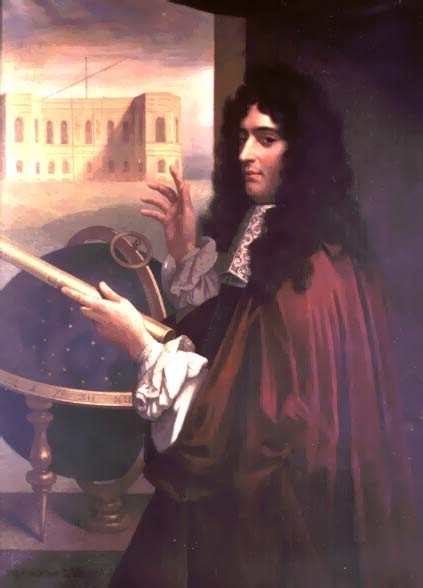
Giovanni Cassini amb, al fons, l'Observatori de París del qual va ser el primer director

Els primers indicis que la Terra en el seu conjunt és lleugerament el·lipsoidal són de naturalesa empírica i teòrica. Així, Giovanni Cassini havia observat ja el 1666 que Júpiter estava fortament aplanat. Aquest descobriment també l'havia fet a Anglaterra John Flamsteed. L'aplanament implicat és d'aproximadament 1/15. Era temptador posar aquest fet en relació amb la ràpida rotació de Júpiter sobre si mateix en una mica menys de 10 hores. El mateix va passar amb Saturn. Per analogia, era natural pensar que la Terra mateixa estava una mica aplanada.
D'altra banda, l'observació de Jean Richer mostrant que la longitud del pèndol que bategava el segon era més gran a París que a Cayenne era coneguda per Newton i Huyghens, i va despertar la seva reflexió. Huyghens en va deduir en el seu Discurs sobre la causa de la gravetat, publicat el 1690, que la Terra és un cos aplanat de revolució i, tenint en compte la força centrífuga de la qual ell mateix havia fet la teoria, troba un aplanament d'1/578.
El 1687, Newton va considerar en el «Principia mathematica philosophiae naturalis» una Terra fluida la densitat de la qual és constant des del centre fins a la superfície, unes 5,5 vegades la de l'aigua, que gira sobre si mateixa en 24 hores. Basant-se en la seva teoria de la gravitació universal, descobreix que, en aquestes circumstàncies, l'aplanament de les superfícies de nivell intern és constant de centre a superfície i és ≈1/230, aproximadament.
El resultat de Richer s'interpreta observant que a l'el·lipsoide, la gravetat g no és constant: per a un el·lipsoide oblat polar, on un punt de la superfície situat a una latitud més alta està més a prop del centre de masses que un punt situat a una latitud més baixa, és més gran als pols que a l'equador. Sabent que el període propi d'un pèndol simple és 2π(ℓ/g) 1/2, on ℓ és la longitud del pèndol, i que g té un valor més alt a París que a Cayenne, entenem que Richer va haver d'escurçar la llarg del seu pèndol prop de l'equador de manera que batega al mateix ritme que a París.
Cal tenir en compte que la idea d'una Terra aplanada era una ruptura total amb les idees filosòfiques tradicionals heretades dels antics. De fet, segons autors com Pitàgores, Plató, Aristòtil, Ptolemeu i els seus deixebles, la Terra havia de ser una esfera, ja que la Terra constituïda com una divinitat còsmica havia de ser perfecta, i l'esfera és el cos sòlid «perfecte» per excel·lència. Sens dubte, és l'obra de Kepler, que s'havia atrevit a substituir les òrbites planetàries circulars per el·lipses, la que va ser l'origen de l'evolució de les idees que va portar finalment a aquest canvi radical de les concepcions filosòfiques.
El «Principi» coneixerà diverses edicions durant les dècades següents i exercirà una influència molt gran en la Ciència i la Filosofia. A mesura que apareixien noves edicions, el llibre es va completar i actualitzar.
El 1683, així que una mica abans de la publicació de la primera edició del «Principi», El meridià de Picard entre Sourdon i Corbeil-Essonnes va començar a allargar-se sota la direcció de Giovanni Cassini, cap al nord per La Hire, deixeble de Picard, i cap al sud pel mateix Cassini. El meridià de Cassini ha tingut un paper històric prou important que és útil proporcionar-ne alguns detalls. Els treballs van ser interromputs a la fi de l'any a causa de la mort de Colbert i el seu relleu com a protector de l'Acadèmia i el superintendent dels edificis del rei per Louvois. Tenia altres prioritats. La Hire havia arribat a Béthune, i Cassini a Bourges.

## El meridià de Cassini

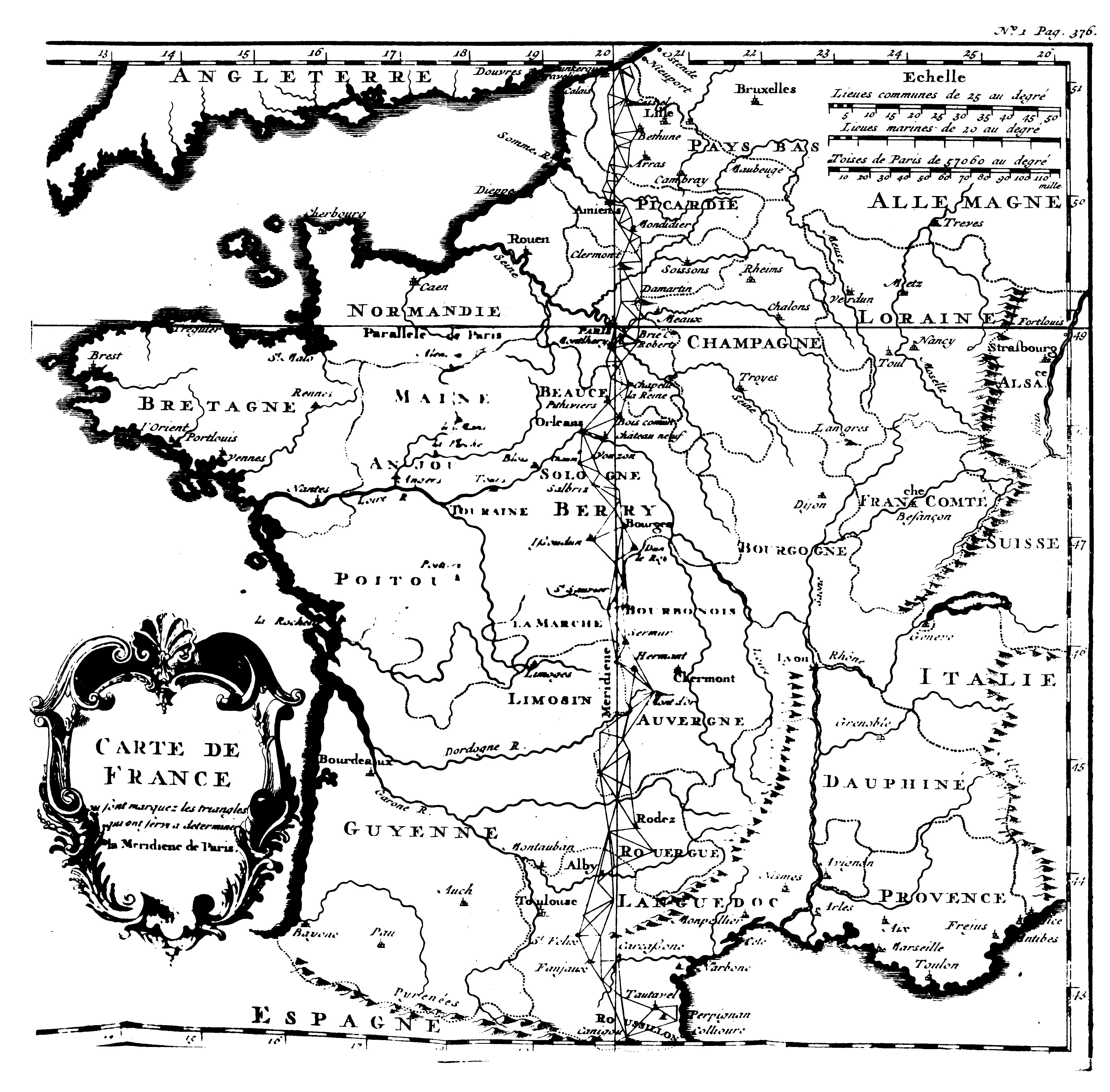
El meridià de Cassini.

Louvois va morir el 1691, però els treballs no es van reprendre fins al 1700, encara sota la direcció de Cassini. Aquest últim es va unir al seu fill Jacques (1677 - 1756). Els treballs van continuar fins al cim del Canigó als Pirineus, no gaire lluny de Perpinyà, i van acabar el 1701 amb el mesurament de la base de Leucata - Sant Nazari de Rosselló. N'hi ha prou amb dir que van actuar ràpidament: mesurar el meridià Bourges-Canigó en un any i mig, amb els mitjans de transport i comunicació de l'època, encara apareix avui com un repte. El motiu d'aquesta rapidesa d'execució va ser, sens dubte, la Guerra de Successió, que va absorbir pràcticament tots els crèdits, i que va deixar inacabada la part nord del meridià. No va ser fins després d'una llarga interrupció que els treballs van poder reprendre l'any 1718 per Jacques Cassini, Maraldi i La Hire fill. El meridià es va poder així completar entre Sourdon i Montdidier, després allargat fins a Dunkerque on es mesurava una base. La cadena completa del meridià de Cassini descansa sobre tres bases. De nord a sud, trobem la base de Dunkerque (5.564 toises, o aproximadament 10.844 m), la base mesurada per Picard a Villejuif (5.663 toises, o 11.037 m), i la base de Leucata (7.246 toises, o 14.122 m). Les estacions astronòmiques fonamentals són l'Observatori de París, a una latitud de +48°50′10″, Dunkerque a 2°12′15,5″ al nord de París (per tant a una latitud de +51°02′25,5″) i Cotlliure a 6°18′56″ al sud de París (per tant, a una latitud de +42°31′14″).
Les obres d'aquest meridià històric es resumeixen en un llibre de Jacques Cassini publicat el 1723, el «Tractat de la mida i la figura de la Terra». L'autor hi proporciona els valors numèrics citats més amunt, i hi anuncia 57.097 toises per al grau de meridià del segment sud (París – Cotlliure), i 56.960 toises per al segment nord (París – Dunkerque). Recordem que Picard havia trobat 57.060 toises per al segment central París – Amiens.

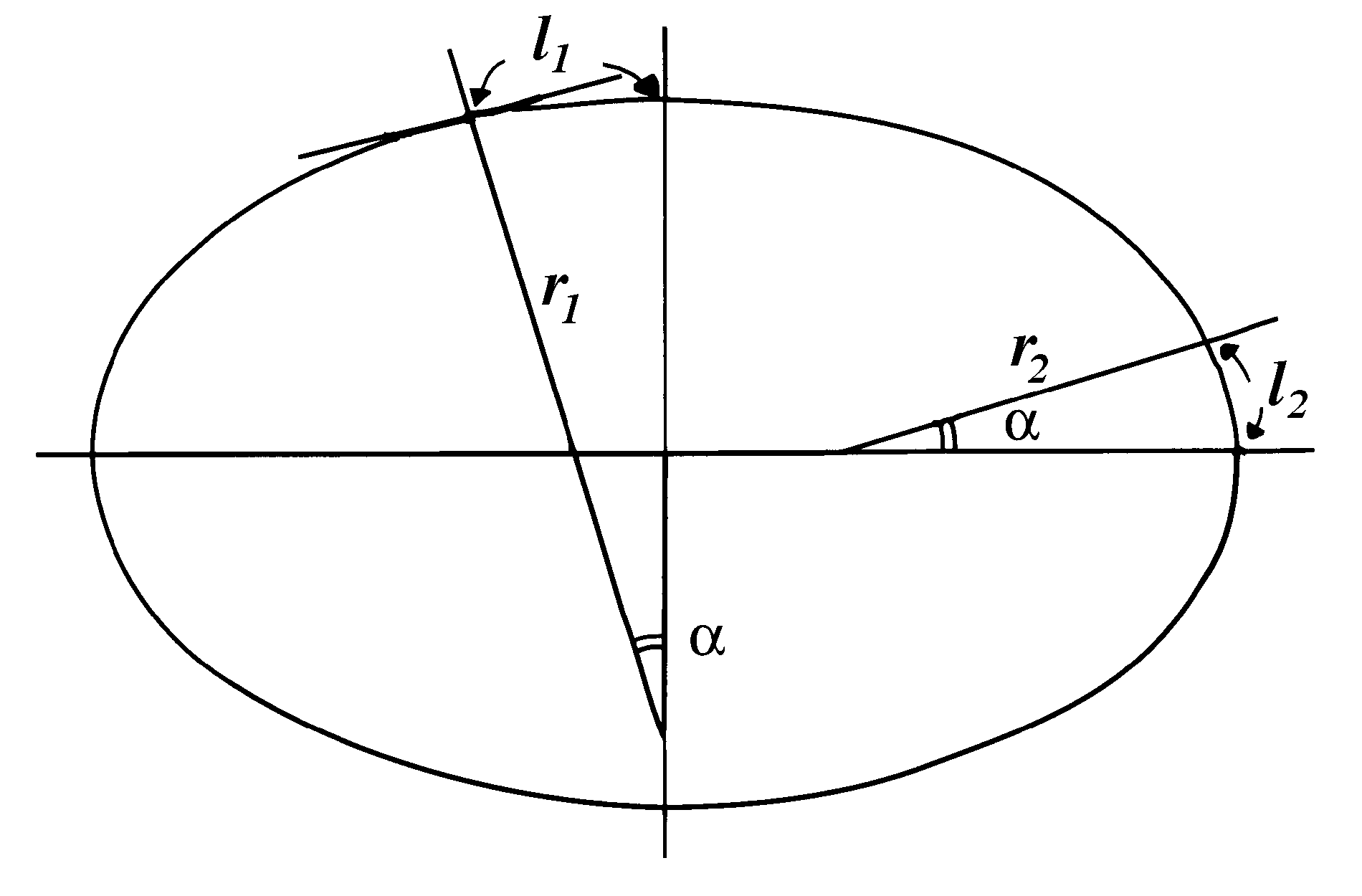
Si la Terra té la forma d'un el·lipsoide, la longitud d'un grau de latitud varia amb la latitud. Així, per a un el·lipsoide aplanat als pols (cas de la figura), la longitud del grau disminueix des dels pols cap a l'equador.

Jacques Cassini anuncia 57.061 toises pel grau de meridià de l'esfera mitjana, i porta el grau de Picard a 57030 toises. Conclou «… així, sembla amb prou evidència que els graus d'un meridià són més grans com més a prop estan de l'equador i, per contra, disminueixen a mesura que s'acosten al pol». Això significava que la forma de la Terra era un el·lipsoide allargat als pols. De fet, l'esfera tangent al pol té un radi més gran (r = r 1) que l'esfera tangent a l'equador (r = r ₂). Per tant, un angle α subtendeix un arc de meridià ℓ = α r més gran al pol que a l'equador: ℓ1 > ℓ₂. Per a un el·lipsoide aplanat per pols, es produeix el contrari, és a dir, ℓ 1 < ℓ ₂. Extrapolant el meridià de Cassini cap al pol nord i cap a l'equador, trobem ℓ1 < ℓ₂.
En contradicció amb els treballs teòrics de Huyghens i Newton, que demostraven al contrari que la Terra, per la seva rotació, havia de ser un el·lipsoide aplanat als pols, i no allargat, aquesta tesi de Cassini va ser el punt de partida d'un controvèrsia científica, en la qual estava implicada la política, que havia de durar quinze anys. El debat es va resoldre finalment l'any 1737 per l'experiment a favor d'un sphéroïde, és a dir un el·lipsoïde de revolució aplanat als pols. La collita científica d'aquest debat difícilment es pot exagerar, perquè el problema de la figura de la Terra va donar lloc a molts avenços en geodèsia astronòmica per descomptat, però també en hidroestàtica, física i matemàtiques. La majoria de les anomenades funcions especial de física matemàtica i teòrica, inventada durant els segles XVIII XVIII i XIX, tenen el seu origen en obres dedicades a la forma de la Terra. El problema encara és actual, però amb un nivell de complexitat superior.
De fet, si un examina el meridià de Cassini fora de qualsevol context controvertit, s'adona que la configuració de la cadena deixa molt a desitjar. Això és especialment cert a la seva part sud, on la conformació dels triangles és molt mediocre.
Les idees de Newton van ser acceptades ràpidament pels estudiosos britànics, però al continent -i particularment a França- les opinions es van mantenir dividides. L'antiga teoria dels vòrtexs deguda a Descartes, revisada i corregida per Huyghens, encara va guanyar molts vots, i el vincle entre l'atracció gravitatòria i la gravetat no es va percebre clarament. D'altra banda, Jacques Cassini va continuar, no sense amargor, defensant les seves mesures i, per tant, la idea d'una Terra allargada als pols. Vam ser testimonis, doncs, del que s'ha anomenat la «baralla entre els caps punxeguts (els cassinis) i els caps plans (els newtonians)». Voltaire es va classificar entre els famosos filòsofs que s'havien unit a les tesis de Newton. Entre els erudits francesos que els van conquistar hi havia Maupertuis en particular. Va ser a aquest últim a qui recaurà l'honor de demostrar empíricament, durant una expedició a Lapònia, que la Terra era efectivament aplanada als pols.